# 가요어

북수마트라에서 가요어의 위치 (짙은 녹색)

가요어(Gayo)는 인도네시아 수마트라섬의 산악지역에서 약 10만 명의 가요족이 사용하는 언어이다. 주로 아체주의 중앙아체군, 브느르므리아군, 가요루에스군에서 쓰인다. 오스트로네시아어족의 북서수마트라평행사도어군에 속한다.
《에스놀로그》에 따르면 가요어에는 Deret, Lues, Lut, Serbejadi-Lukup 방언이 있다.
1907년에 G. A. J. Hazeu는 네덜란드 동인도 회사의 식민 관료들을 위해 최초의 가요어-네덜란드어 사전을 만들었다.

## 참고 문헌
- Eades, Domenyk (2005). 《A Grammar of Gayo: A Language of Aceh, Sumatra》 (PDF). Pacific Linguistics 567. Pacific Linguistics. doi:10.15144/pl-567. hdl:1885/146732. ISBN 978-0-85883-553-5.